# Ryōta Matsumoto (Fußballspieler, 1990)
Ryōta Matsumoto (japanisch 松本 怜大 Matsumoto Ryōta; * 21. November 1990 in Iruma) ist ein japanischer Fußballspieler.

## Karriere
Matsumoto erlernte das Fußballspielen in der Jugendmannschaft von Consadole Sapporo und der Universitätsmannschaft der Tōyō-Universität. Seinen ersten Vertrag unterschrieb er 2013 bei Consadole Sapporo. Der Verein spielte in der zweithöchsten Liga des Landes, der J2 League. Für den Verein absolvierte er 25 Ligaspiele. 2015 wechselte er zum Drittligisten FC Machida Zelvia. 2015 wurde er mit dem Verein Vizemeister der J3 League und stieg in die zweite Liga auf. Für den Verein absolvierte er 92 Ligaspiele. 2018 wechselte er zum Ligakonkurrenten Montedio Yamagata.